# يونيس نيوتن فوت
يونيس نيوتن فوت (بالإنجليزية: Eunice Newton Foote)‏ (17 يوليو 1819-30 سبتمبر 1888)    كانت عالمة أمريكية ومخترعة وناشطة في مجال حقوق المرأة من سينيكا فولز، نيويورك.
كانت أول عالمة جربت التأثير الحراري لأشعة الشمس على الغازات المختلفة، وذهبت إلى النظرية القائلة بأن تغيير نسبة ثاني أكسيد الكربون في الغلاف الجوي سيغير درجة حرارته، في ورقتها البحثية «الظروف التي تؤثر على حرارة أشعة الشمس» التي قدمتها في مؤتمر الجمعية الأمريكية لتقدم العلوم عام 1856. على الرغم من أنه سُمح للنساء على ما يبدو بتقديم أوراق بحثية إلى مؤتمر الجمعية في ذلك الوقت، إلا أن الأستاذ جوزيف هنري من معهد سميثسونيان قدم الورقة التي حددت البحث على أنه عملها.

## نشأتها
ولدت يونيس نيوتن عام 1819 في جوشين، كونيتيكت، لكنها نشأت في بلومفيلد، نيويورك؛ وتلقت تعليمها في مدرسة تروي للإناث عامي 1836-1837 حيث تعلّمت النظرية العلمية لأموس إيتون. والدتها ثيرزا نيوتن،  ووالدها إسحاق نيوتن جونيور، كان مزارعاً ثم أصبح رجل أعمال في إيست بلومفيلد، نيويورك   وكان لديها ست شقيقات وخمسة أشقاء.
التحقت يونيس بمدرسة تروي للإناث، والتي أعيدت تسميتها فيما بعد لاسم مدرسة إيما ويلارد، من 1836 إلى 1838. سُمح لطلاب المعهد الالتحاق بكلية علوم قريبة، وفيها تعلّمت فوت الكيمياء التأسيسية وعلم الأحياء. تأثرت بالكتب المدرسية لألميرا هارت لينكولن فيلبس، أخت إيما ويلارد، التي كانت رائدة في مجال النساء في العلوم، وخبيرة في علم النبات، والعضو الثالث في AAAS.

## العمل
بصفتها عضوًا في لجنة التحرير لاتفاقية سينيكا فولز لعام 1848، وهي أول اتفاقية لحقوق المرأة، كانت فوت إحدى الموقعين على اتفاقية إعلان المشاعر. كان زوجها، إليشا، من الموقعين على الإعلان أيضاً. كانت واحدة من خمس نساء أعددن إجراءات المؤتمر للنشر. كانت فوت جارة وصديقة لإليزابيث كادي ستانتون، المناصرة لحقوق المرأة في الاقتراع.

### الأبحاث

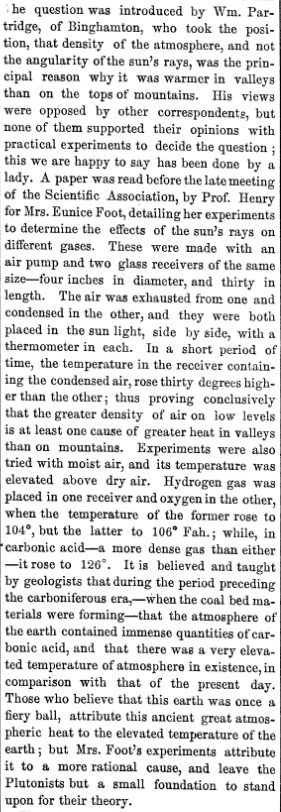
عمود نشر عام 1856 في مجلة ساينتفك أمريكان، وصف تجارب درجة الحرارة التي أجرتها يونيس نيوتن فوت بالغازات ونتائجها التي توصلت إليها التي تستنتج أن حمض الكربونيك (ثاني أكسيد الكربون، CO_{2}) تسبب في أكبر تأثير للاحترار.

أجرت فوت سلسلة من التجارب التي أظهرت تفاعلات أشعة الشمس مع غازات مختلفة. استخدمت مضخة هواء وأربعة موازين حرارة زئبقية واثنين من الأسطوانات الزجاجية. أولاً، وضعت ميزانين في كل أسطوانة، ثم باستخدام مضخة الهواء، أفرغت الهواء من أسطوانة واحدة وضغطته في الأخرى. أتاحت لكلا الأسطوانتين بالوصول إلى نفس درجة الحرارة، ووضعت الأسطوانات في ضوء الشمس لقياس تباين درجات الحرارة بمجرد تسخينها وتحت ظروف رطوبة مختلفة. أجرت هذه التجربة على أول ثاني أكسيد الكربون، والهواء العادي، والهيدروجين. من بين الغازات التي اختبرتها، خلُصت فوت إلى أن حمض الكربونيك (CO2) حاصر أكبر قدر من الحرارة، ليصل إلى درجة حرارة 125 °ف (52 °م). من هذه التجربة، صرحت أن «المستقبِل الذي يحتوي على هذا الغاز أصبح هو نفسه ساخنًا بدرجة كبيرة - بدرجة معقولة جدًا أكثر من الآخر - وعند إزالته [من الشمس]، يتعرض للتبريد عدة مرات.» بالنظر إلى تاريخ الأرض، افترضت فوت أن «الغلاف الجوي إذا كان مكوناً من ذلك الغاز من شأنه أن يعطي أرضنا درجة حرارة عالية؛ وإذا كان، كما يفترض البعض، في فترة ما من تاريخه، قد اختلط الهواء معه بنسبة أكبر مما هي عليه في الوقت الحالي، لا بد أن تكون قد نتجت بالضرورة عن ارتفاع درجة الحرارة من ذاته، وكذلك بسبب زيادة وزنه». 
عملت فوت أيضًا على الإثارة الكهربائية للغازات، وفي أغسطس 1857، نُشر عملها مرة أخرى في وقائع الجمعية الأمريكية لتقدم العلوم.  حصلت أيضًا على براءة اختراع عام 1860 لاختراعها «حشو نعال الأحذية» المصنوع من «قطعة واحدة من المطاط الهندي المفلكن» وذلك لمنع صرير الأحذية. 
بالإضافة إلى ذلك، في عام 1867، طوّرت آلة جديدة لصنع الورق أنتجت الورق الموصوف بأنه "تحسن ملحوظ عن الأنواع العادية فيما يتعلق بالقوة والنعومة وسهولة التمزيق.

## الحياة الشخصية
في 12 أغسطس 1841، تزوجت يونيس من إليشا فوت، قاضٍ وإحصائي ومخترع من إيست بلومفيلد.  عاش الزوجان في سينيكا فولز بشارع نورث بارك،  وانتقلا بعد ذلك إلى ساراتوجا بنيويورك. وُصفت يونيس بأنها «رسامة بورتريه ومناظر طبيعية». من غير المعروف أنه قد التقطت لها أي صورة. أنجبت ابنتين، هما:
- ماري فوت (1842-1931)، فنانة وكاتبة. تزوجت من السناتور الأمريكي من ولاية ميسوري جون بي هندرسون.[19]
- أوغستا نيوتن فوت (1844-1904)، كاتبة، من مؤلفاتها كتاب "The Sea at Ebb Tide"، كانت أحد أمناء كلية بارنارد. تزوجت من فرانسيس ب. أرنولد في 6 مارس 1869.[22]

كان ليونيس وإليشا ستة أحفاد، ثلاثة لكل ابنة.
دفنت يونيس في مقبرة جرين وود في بروكلين، نيويورك 

## روابط خارجية
- Edwards، Lynda (15 مايو 2018). "Local female scientist discovered greenhouse effect before cars existed". Times Union (Albany). مؤرشف من الأصل في 2020-09-30.
- Mitchell، Natasha (host) (15 يوليو 2018). "The father of climate science, my Foote!? A mystery revealed.". Science Friction. هيئة البث الأسترالية. مؤرشف من الأصل في 2020-09-30. اطلع عليه بتاريخ 2018-07-15.
- Kapsalis، Effie (3 مايو 2017). "Wonderful Women Wednesday - Eunice Newton Foote". مؤسسة سميثسونيان. مؤرشف من الأصل في 2020-09-30.
- McNeill، Leila (5 ديسمبر 2016). "This Lady Scientist Defined the Greenhouse Effect But Didn't Get the Credit, Because Sexism". Smithsonian Magazine. مؤرشف من الأصل في 2020-09-30.
- Schwartz، John (21 أبريل 2020). "Overlooked No More: Eunice Foote, Climate Scientist Lost to History". نيويورك تايمز. مؤرشف من الأصل في 2020-09-30.